# 後楽園球場
後楽園球場（こうらくえんきゅうじょう、 英語: Korakuen Stadium）は、かつて日本の東京都文京区（建設当時は東京府東京市小石川区）にあった野球場。正式名称は「後楽園スタヂアム」（こうらくえんスタヂアム）。株式会社後楽園スタヂアム（現：株式会社東京ドーム）が管理していた。

## 歴史

### 前史
1936年（昭和11年）、日本のプロ野球（当時は職業野球）は本格的に始まったが、東京府内では東京六大学野球リーグの反発で明治神宮野球場が使用できなかったこともあり、同年7月1日の東京におけるプロチーム同士の初試合（東京巨人軍対名古屋軍）は早稲田大学の戸塚球場を借りて挙行せざるを得ず、東京で試合を開催する球場の問題が持ち上がっていた。このため、杉並区に上井草球場、城東区（現：江東区）に洲崎球場が造られたが、上井草は3万人という収容人員に比して交通の便が悪く、洲崎は海岸沿いの低湿地に立地していたため満潮時にたびたび球場が浸水するという問題を抱えていた。

### 「後楽園スタヂアム」の誕生
このため、「日本初の職業野球」日本運動協会（芝浦協会）の創始者で、かねてからフランチャイズ制を提唱していた河野安通志や押川清は、東京の都心に職業野球専用の新球場を建設しようと計画。読売新聞社の正力松太郎や阪急電鉄の小林一三らの出資を仰いで1936年（昭和11年）12月に株式会社後楽園スタヂアムを設立した。
小石川区小石川町（現：文京区後楽）にあった大日本帝国陸軍東京砲兵工廠の工場機能が福岡県小倉市（現：北九州市）に移転したため、空き地になっていた国有地を払い下げで取得し、内野2階建てスタンド（バックネット裏はアメリカンスタイルで、グラウンドの最前線までスタンドがせり出す形式を採用）を持つ野球場が建設され、1937年（昭和12年）9月11日に開場した。球場の名は隣接する小石川後楽園にちなんでいる。なお、球場所在地の町名は1940年（昭和15年）に春日町一丁目、1964年（昭和39年）に後楽一丁目に変更されている。
後楽園球場開場に先立ち、同年1月18日に後楽園スタヂアム直属の職業野球団として後楽園野球クラブ（イーグルス＝のちに黒鷲軍、大和軍と改称）が設立され、押川が社長、河野が常務兼総監督に就任しており、球場内に球団事務所が置かれた。ただし、当時はまだ本拠地球場を定めておらず、後楽園球場が同球団の本拠地球場だったわけではない。当時のプロ野球興行は阪神甲子園球場、阪急西宮球場、後楽園球場の3球場を主要開催球場として、数球団が集結し変則ダブルヘッダーを行う方法が採られていた。
後楽園スタヂアム設立時の株主名簿には「1000株小林一三、1000株正力松太郎、200株五島慶太、200株大谷竹次郎」のほか、1000株以上の株主として「早川芳太郎、田辺宗英、水上金三郎、水上源太郎、小田進平、大橋松雄、土屋市兵衛、佐藤勘次郎、長尾鉄弥、岸本吉左衛門、北村新治郎、下郷寅吉ら」の名前が記載されている。大口出資者の正力は小林とともに相談役に推挙され、後楽園スタヂアムの経営に一定の影響力を持っていたが、東京巨人軍が後楽園球場を優先的に使用するようなことはなかった。
小林・田辺系統、兜町系統、野球人系統と三者混合内閣であった為、緊密な協調が保たれず、1938年（昭和13年）6月には小林が後楽園スタヂアム全株式数の過半数を取得して自身が率いる東京宝塚劇場（現：東宝）の傘下に加え、役員を会長・渋沢秀雄、社長・吉岡重三郎、専務・秦豊吉（第三代社長）、監査役・真鍋八千代（第五代社長）と、ほとんどを東宝系の顔ぶれに入れ替えた。以後、後楽園球場では野球興行以外にサーカスなど様々なイベントが行われ、さらに映画館「スポーツシネマ」や、観客席下のスペースを利用してタクシー会社向けの貸ガレージを開業するなど、東宝の主導で経営の多角化、球場の多目的施設化が進められた。
その後、イーグルスの経営状態がスダヂアムの収支に影響を与えることや、スダヂアム経営陣と押川、河野らイーグルス側との不和もあって、後楽園スタヂアムは1938年10月にイーグルスの経営権を大日本麦酒社長だった高橋龍太郎に譲渡し、球団事務所も神田・今川橋に移転した。
後楽園球場の開場後、上井草球場と洲崎球場はほぼ使用されなくなり、東京でのプロ野球興行を一手に引き受ける後楽園球場は最も使用される球場となった。1949年（昭和24年）までの1リーグ時代に行われた4988試合のうち41%にあたる2033試合が後楽園球場で行われている。また、両翼が78mしかなかったこともあって本塁打がよく出たため（1937年〈昭和12年〉は開場後に82試合が行われ、84本の本塁打が出た。これに対し後楽園以外の球場では113試合で24本だった）「本塁打の出やすい球場」としてもファンの人気を集めた。

### 第二次世界大戦後

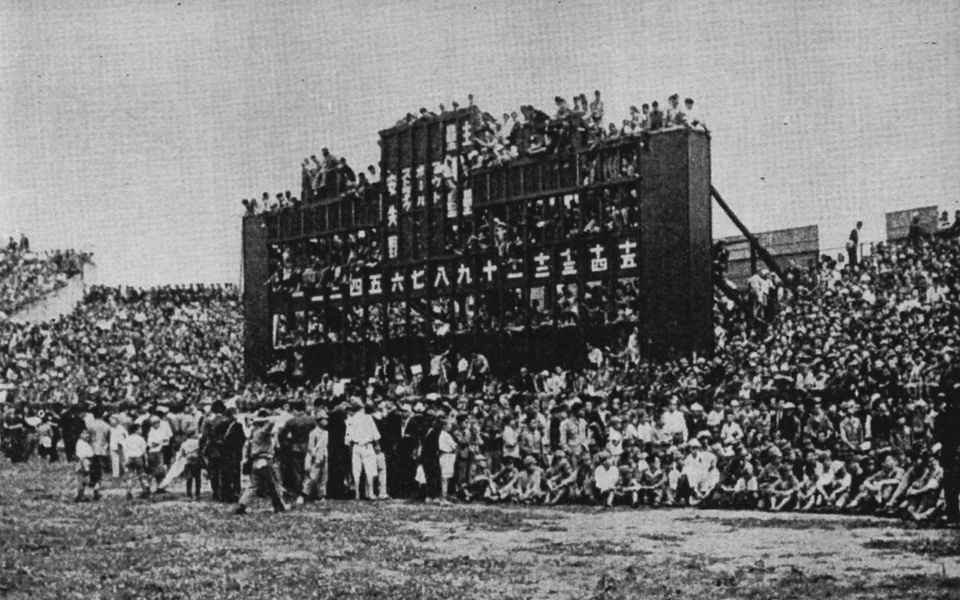
戦後最初の早慶戦で超満員の後楽園球場（1946年6月15日）

第二次世界大戦末期には、球場は旧日本軍に接収され、グラウンドではジャガイモやトウモロコシが栽培され、2階席には高射砲が設置された。
終戦後には兵器集積場になったりもしたが、1945年（昭和20年）には早慶戦やプロ野球の東西対抗戦が開催されるなど、野球はすぐに再開された。
1946年（昭和21年）6月には上記のような経緯も影響してか連合国軍総司令部（GHQ）から接収命令が下るが、「東京でのプロ野球興行の場を失ってはならない」と当時の日本野球連盟の鈴木龍二と鈴木惣太郎がGHQを訪れて接収解除の陳情を行い、接収は6日間で解除された。
1950年（昭和25年）にはナイター設備を設置。
1950年にセ・パの2リーグに分裂した当時、東京はおろか首都圏の近郊にプロ野球の試合の常時興行が可能な球場が後楽園しかなかったこともあって、後楽園での試合数は飛躍的に増え、1950年（昭和25年）はセ・リーグの553試合のうち171試合（全体の31%）、パ・リーグの420試合のうち117試合（全体の28%）が後楽園で行われた。

### プロ野球のフランチャイズ制正式導入後

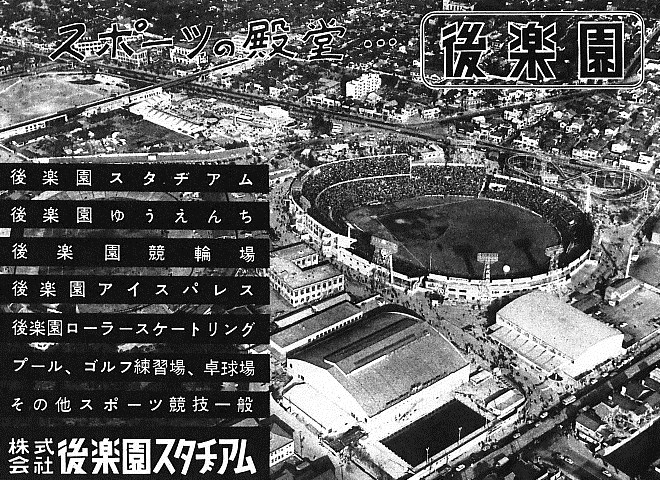
1956年の広告

1952年（昭和27年）にプロ野球では正式にフランチャイズ制度が導入されたが、後楽園は巨人、国鉄スワローズ（現・東京ヤクルトスワローズ）、東急フライヤーズ（現・北海道日本ハムファイターズ）、毎日オリオンズ（現・千葉ロッテマリーンズ）、大映スターズ（千葉ロッテマリーンズの前身球団のひとつ）の5球団が本拠地として構えるなど日本一の球場の名を縦にした。その後、東急が1953年（昭和28年）に駒澤球場、毎日と大映の合併でできた大毎が1962年（昭和37年）に東京球場、国鉄が1964年（昭和39年）に明治神宮球場へ移転した。しかし、東映は駒沢が東京オリンピックの関係で、1961年（昭和36年）に閉鎖されたため、神宮と後楽園を併用した後、1965年（昭和40年）に再び後楽園を本拠地とした。このため、開催試合数は減ったものの、巨人戦の大きな観客動員数に支えられ、日本野球のメッカとしての不変の地位を得た。
この間、1958年（昭和33年）には両翼を78mから90mに拡張するなど施設の整備に努めた。ただし、実測はもっと狭く打者に有利な球場だった。そのため、両翼・センターの距離表示が消去されたという経緯もある。また外野に向かって下向きに傾斜しているが、グラウンドの排水をしやすくするためにほとんどの屋外球場で傾斜はついている。
日本最多の本塁打数を誇る王貞治は節目となる本塁打の多くをこの球場で放った。特にハンク・アーロンが保持するMLB記録を超える756号（1977年（昭和52年））と世界初の800号達成（1978年（昭和53年））の時には達成直後や試合終了後にセレモニーが催された。
王が本球場で達成した節目の本塁打
- 1959年（昭和34年） - 公式戦第1号（国鉄戦）、長嶋茂雄とのONアベック本塁打第1号（阪神戦・天覧試合）
- 1974年（昭和49年） - 最後のONアベック本塁打（106回目　中日戦・長嶋引退試合）
- 1976年（昭和51年） - ベーブ・ルースの持つMLB2位の記録に並ぶ714号と、それを超える715号（2本とも阪神戦）
- 1977年（昭和52年） - ハンク・アーロンの持つMLB記録（当時）に並ぶ755号（大洋戦）と、それを超える756号（ヤクルト戦）
- 1978年（昭和53年） - 世界初の800号（大洋戦）
- 1980年（昭和55年） - 世界初の850号（広島戦）、現役最後そして通算本塁打の868号本塁打（ヤクルト戦）

施設整備も進み、1966年（昭和41年）には内野に天然芝を敷設し、1970年（昭和45年）にはスコアボードを電光掲示化。1976年（昭和51年）には人工芝を敷設した（後ろの二つは日本の野球場としては初）。しかし、巨人戦の動員力の大きさとは対照的に、東映→日拓ホーム→日本ハムの観客動員数は振るわなかった。オーロラビジョンが完成した1981年の日本シリーズは巨人と日本ハムの顔合わせとなり、史上初めて日本シリーズが同一球場で開催された。
1978年（昭和53年）5月、巨人戦の場内アナウンス（ウグイス嬢）を長年担当し、病気療養していた務台鶴が死去。
1980年（昭和55年）、巨人軍そして日本プロ野球を支えたONこと王貞治と長嶋茂雄がそれぞれ現役引退と監督辞任したことによりON時代が終焉を迎えた。二人の功績を讃え、1981年（昭和56年）から1987年（昭和62年）の閉鎖まで1番ゲートは「王ゲート」、3番ゲートは「長嶋ゲート」と称された。また閉場の際に1塁ベースは王に、3塁ベースは長嶋に寄贈されている。なお、ゲートの名称は閉場とともに一旦消えるが、後継の東京ドームの開場10周年記念として1998年（平成10年）より1・3番ゲートにそれぞれ復活した。

### 球場の閉鎖、東京ドームへ
施設の老朽化により、1987年シーズンをもって閉鎖された。隣接する競輪場跡（競輪場が閉鎖された後はプールとして使用されていた）に東京ドームが建設され、球場としての役割を東京ドームに引き継ぐことになる。
最後のパ・リーグ公式戦は1987年（昭和62年）10月13日の日本ハム-近鉄戦で、近鉄先発の吉井理人がプロ初完投勝利を挙げている。最後のナイター開催試合は10月17日の巨人-ヤクルト戦で、巨人のサヨナラ勝ち。最後のセ・リーグ公式戦は10月18日の巨人-広島戦で、巨人の吉村禎章が4ボール2ストライク（4ボール目の見落とし）から本塁打を打っている。最後のNPB主催試合は10月30日の日本シリーズの巨人-西武第5戦で、最後の投手は西武の工藤公康、最後の打者は篠塚利夫だった（結果は三振だった）。
「さようなら後楽園球場」をサブタイトルとした閉場記念イベントが11月3日か8日にかけて行われた他、11月6日の一般紙（東京版）の夕刊には、保坂誠取締役社長（当時）からの閉場に伴う来場者への感謝の挨拶が全面広告として掲載されていた。閉場記念イベントとなった11月3日の「ファイナルドリームフェスティバル」では、全球団の当時の現役選手が来場して、観客に感謝の挨拶をして、別れを告げた。この模様は同日深夜の11PMで録画放送されていた。最後の開催試合は11月7日の「巨人軍OB-オールOB戦」で、巨人軍のOBと巨人軍以外の球団のOBが対戦した夢の対決で、試合は乱打戦の末、巨人軍OBの勝利。同日にはたけし軍団と巨人・オールOB連合との試合も行われ、徳光和夫が会場実況して日本テレビで生中継された。終了後には全球団のOBがスタンドを一周して別れを告げた他、長嶋茂雄がユニフォーム姿で現役引退時と同様にマウンド付近で挨拶を行った。最後のイベントは11月8日の「87'読売巨人軍ファン感謝デー」で、王貞治監督・正力亨オーナーをはじめ、当時の現役選手・スタッフや、浅香唯、酒井法子、立花理佐、仁藤優子、福永恵規、松本伊代、松本典子、山瀬まみもゲストで来場し、現役選手による紅白試合や野球に関するクイズ・女性アイドルとのアトラクションなどを行い、有終の美を飾って、ファンに別れを告げた。閉場した日と重なってイベント終了後にはスタンドの椅子などを取り外して持ち帰っていたファンもいたと言われていた。この模様は11月14日に日本テレビ系列で録画放送されていた。（毎年原則11月23日（勤労感謝の日）に開催しているが、解体工事の関係で11月第2日曜日に前倒しで開催していた）このイベントを最後に閉場。翌日の11月9日に解体工事が始まり、開場以来50年の歴史に幕を閉じた。1988年（昭和63年）2月までに解体が完了し、跡地は駐車場として用いられた後、プリズムホールや東京ドームホテルなどが建設された。
日本プロ野球（日本野球連盟・日本野球機構）史上、本球場での開催試合数7172試合、本塁打10416本は現在でも球場別ランキングの第1位である。

### プロ野球以外での使用
プロ野球以外では社会人野球でも、都市対抗野球大会の開催地として、1938年（昭和13年）から1987年（昭和62年）まで使用された。
野球以外でもコンサートでも数多く利用され、日本初のスタジアムライブとなった1968年（昭和43年）8月12日のザ・タイガース公演を端緒として、西城秀樹、矢沢永吉、アリス、キャンディーズ、ピンク・レディー、たのきんトリオなどの国内アーティストの他、エマーソン・レイク・アンド・パーマー、フリー、グランド・ファンク・レイルロード、サイモン&ガーファンクル、マイケル・ジャクソン、マドンナ、スティーヴィー・ワンダー、デュラン・デュラン、ライオネル・リッチー、ヒューイ・ルイス&ザ・ニュースなどの欧米のスーパースターが大規模コンサートを行なった。コンサート以外でも日本テレビの「アメリカ横断ウルトラクイズ」や中古車展示場など様々なイベントで使用された。
また1938年（昭和13年）には、グラウンド内に特設ジャンプ台が設置され、新潟県から貨車50両を使い雪を運んで、スキーのジャンプ競技も行われた。太平洋戦争が開戦された際には在京新聞8社の主催で「米英撃滅国民大会」が挙行され、戦争末期になると両国国技館が使用できなくなった為大相撲本場所が開催されたりもした（後述）。戦後の混乱期には、当時の将棋大成会（現在の日本将棋連盟）が事務所を構えていた時期もある（将棋会館#旧施設も参照）。
1976年（昭和51年）、人工芝の完成を記念した結婚式が球場内で行われた。3月14日、日本ハム対中日戦の試合前にて行われ、式には日本ハム監督の大沢啓二が立会人を行った
。
1981年（昭和56年）2月24日には、ローマ教皇ヨハネ・パウロ2世がミサを行い、雨の中36000人が集まった。
野球場として興行を行う一方でボウリング場、場外馬券売場、遊園地、屋内運動場などの施設も建設された。1949年（昭和24年）11月には、球場に隣接する後楽園競輪場にて東京都主催による競輪が開催された。競輪は戦後復興期の都財政を支えたが、美濃部亮吉東京都知事の公営競技廃止方針に伴い1972年（昭和47年）3月に休止。跡地は夏季にはプール、それ以外のシーズンにはゴルフ練習場として活用され、その後同地に東京ドームが建設された。

## 球場設備の歴史
- 1937年（昭和12年）9月11日 - 開場。内野二階建てスタンドを持つ野球場として注目を浴びた。完成時の両翼は85m。中堅は114mとされている。同時に初代のスコアボード完成。服部時計店がタイマーを提供した。
- 1945年（昭和20年） - 3月9日深夜の東京大空襲により初代スコアボードの一部が焼失。
- 1949年（昭和24年） - スタンドの盛り土部分を改築し2代目スコアボード完成。両側にはライオンの商品が書かれるようになった。
- 1950年（昭和25年） - ナイター設備完成（照明塔の数は内野4・外野4）。
- 1953年（昭和28年） - 外野のポール付近に「アンラッキーネット」設置される（1957年（昭和32年）に撤去）。関根潤三によれば大リーグとの親善試合で、本塁打を打たれないようにするため。
- 1958年（昭和33年） - グラウンド拡張工事が完成し、両翼90m、中堅120mに。同時に外野フェンスに距離表示の数字が書かれるがこの時点ではヤード・ポンド法によるものだった。両翼の拡張によりスタンドが削られ、中堅から右中間、左中間の外野フェンスの高さ1.9mに対して、ポール際は最長4.7mと極端に高い特徴的な構造となる。
- 1959年（昭和34年） - 外野フェンスの距離表示がメートル法に変更される。
- 1961年（昭和36年） - 外野グラウンドの芝生を張り替える。マウンド下にスプリンクラー埋設。
- 1962年（昭和37年） - バックスクリーン裏に、ホームラン噴水が設けられる（1970年（昭和45年）に撤去）。
- 1965年（昭和40年） - 内野グラウンドに芝生を貼る（いわゆるダイヤモンドターフ。初期は一部が土だが後に全面芝となる）。同時に内野ファウルゾーンの一部とバックネット裏にも芝を貼ることとなる。
- 1967年（昭和42年） - フェンスに危険防止のため金網を張る。
- 1968年（昭和43年） - 記者席を拡張し屋根を取り付ける。内野席をプラスチック椅子式に変更。外野両翼にカネボウのロゴマークをかたどった大型広告が設置される。
- 1969年（昭和44年） - 内野二階部分のスタンド外壁塗装を白色に変更。スコアボードの両側がライオンからパイオニアの広告に変更される。
- 1970年（昭和45年） - 内野二階席が拡張され新設部分は旧来のものより席数が多くなり（いわゆるジャンボスタンド）、照明塔も小さいものが2つ×2基に変更される。同時に日本初の全電光式スコアボードが完成。基本コンセプトは手書きだった2代目がベース。またブルペンが一塁側・三塁側のファウルゾーンから両翼の内野・外野スタンドの接合部の真下に移動。スコアボードの真ん中下の広告も大正製薬からパイオニアに変更される。
- 1971年（昭和46年） - フェンスがラバーフェンスとなる。バックスクリーン裏に可動式のスクリーンが設置される。
- 1973年（昭和48年） - それまで存在していたカネボウの大型広告に変わって、風速風向表示塔（通称エキサイティングタワー）がスコアボード脇に二機設置される。レフト側は風速、ライト側は風向を表示。ブリヂストンが提供した（1986年（昭和61年）からキリンビール）。
- 1974年（昭和49年） - 外野スタンド照明が大きいもの2基に改築され同時に内野の2基も改築される。人工芝設置のテストのため内野ファウルゾーンの土部分を人工芝に張り替える。
- 1976年（昭和51年）3月1日 - 日本初の全面人工芝グラウンド完成。
- 1979年（昭和54年）
  - オーロラビジョン設置のテストのため全電光式スコアボードの自由文字表示部分をモノクロ映像表示可能のものに改良。
  - 外野フェンスのバックスクリーン付近から長さ70m、幅4mのアンツーカー(金網)を設置。
- 1981年（昭和56年） - オーロラビジョン設置（三菱電機が提供した）。
- 1984年（昭和59年） - 人工芝を直毛型のものからオールカール型のものに張り替える。両翼の広告が6社ずつの12社から7社ずつの14社に変更される（球場広告の歴史も参照）。
- 1987年（昭和62年）11月8日 - 閉場。1988年（昭和63年）2月までに解体。跡地は駐車場になり、現在は東京ドームホテルや東京ドームシティが建つ。

## スコアボードの歴史
初代は1937年 - 1948年（昭和23年）の12年間に渡って使用された。この当時は現在の球場でいうバックスクリーン付近全体を利用したもので、メインのスコアボードは15回まで記入でき、その下に第1、2試合目のスコアが記入できるスペース（各試合につき10回まで）があった。選手名の表示は得点表示の上に横スクロールで記載された。その後空襲被害を受けたため1946年（昭和21年）のシーズン開始時に作り直しスタンド中段に移設した上で使用したが、前試合のスコア表示はできなくなった。1942年（昭和17年）の名古屋軍－大洋軍の試合が延長28回という日本プロ野球最長延長試合になった時には15回までの表示では間に合わず、16回から後のイニングは下段に表示した。なお広告は戦前から両端にライオン歯磨（当時は「ライオン歯磨本舗小林商店」）のものが掲示されていたが、戦時中はこれに変わり「進め一億火の玉だ」などの戦意高揚スローガンが掲示されていた。
戦災でボードも被害を受けたため、戦後すぐにバックスクリーン部を掘り下げてそこに移設・改修された。
2代目は1949年（昭和24年） - 1969年（昭和44年）の21年間に渡って使用された。スタンドの土盛り工事を行ったことにより、スコアボードの位置も高くした。スコア表示は12回までで、最大2試合分のスコアが表示できたほか、選手表記もスコアボードを挟む形で縦スクロールになった（3代目にもこのスタイルが引き継がれた）。また、スコアボードの両端はライオン歯磨とライオン油脂の商品（初期はライオン歯磨・ライオン歯刷子→後期はホワイトライオン、タバコライオン→末期はバイタリス、デンターライオン、ママレモン、バファリンなど）が書かれていたが、最末期はパイオニアの広告となった。スコアボードの真ん中下は大正製薬のワイパア（白元→白元アースとは継承せずに、親会社アース製薬に集約）だったが、後期はリポビタンDの広告が表示されるようになった。この間、スコア表示の下段部を他球場のスコアの表示に変更、得点の数字の字体、およびスコア表示部のチーム名表記（アルファベット1文字）の文字色の変更（白→黄色）といったマイナーチェンジが行われた。
3代目は1970年（昭和45年） - 1987年（昭和62年）の18年間に渡って使用された。この3代目からスコアボードは2代目をコンセプトに電光掲示式に変更された。スコア表示は1試合のみ最大10回まで。合計スコア・ヒット・エラーの表示が可能となる。スコアボードの両端広告はパイオニアが球場閉鎖まで担当することとなり、真ん中下は大正製薬からパイオニアの広告に変更された。広告部は使用開始時は青色ネオン管（広告は白文字）を使用し、後にピンク・緑のネオン管を追加した（プレー時は青色）。1975年（昭和50年）からのパ・リーグによる指名打者制度導入以後は、パ・リーグの試合のみ投手の表示はチーム名の部分に掲載し、指名打者の選手の守備番号部分は無表示であった。打順のチーム表記は電光化後の最初は手書き時代同様にアルファベット1文字のみであった（1971年（昭和46年）以降、英字表記となる）。スコアボード上部はフリーボードで、1981年（昭和56年）からオーロラビジョンが採用される。選手名表示などのドットは粗く（1文字あたり15×15ドット）、画数の多い文字を表示することができなかったため、ロッテの醍醐猛夫は「ダイゴ」、広島の高橋慶彦は「高橋ょ」（後に表示可能に）、審判の鷲谷亘は「ワシ谷」と表記されていた。なお供用開始の1970年（昭和45年）4月に行われた金田正一の引退試合を兼ねたオープン戦では選手表示をせず、審判名は手書きの白地ボードを貼り付けて試合を行っていたことが当時の映像に残っている。オーロラビジョンには、ホームチームの攻撃中「かっとばせ  ○○」（○○は打者名）、守備中は「がんばれ!! △△」（△△は投手名）といった文字が表示されていることもあった。
また、バックスクリーンには長年、フコク生命の広告が掛けられていた。初期の頃は電光掲示（本塁打が出た場合は「HOMERUN」の文字が浮かび、噴水が上がる仕組みになっていた）だったが、その後回転広告のものになり、その上に本塁打が出た場合「おめでとう ホームラン」の電光掲示が出ていた（この表示は東京ドームに引き継がれる。ただし、「おめでとうホームラン フコク生命」の文字をオーロラビジョンに表示する方法に変更された）。
サブスコアボード（得点盤のみ）もあった。当初は手書きパネルでネット裏2階席最上段にあったが、その後3塁側1階席に電光掲示されたものに変更された。

## 放送席

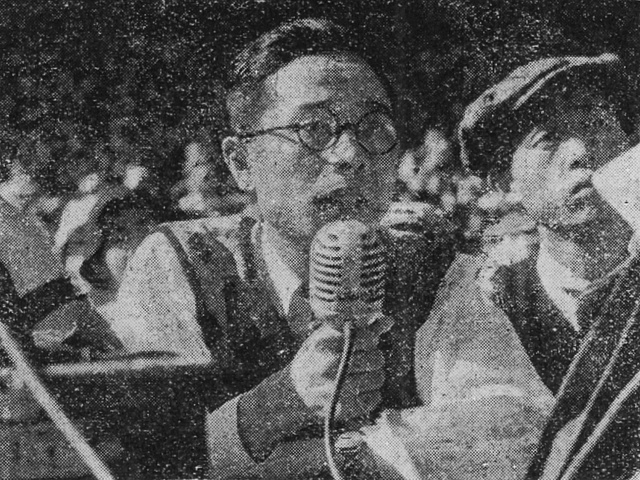
志村正順による野球中継

バックネット裏には、1957年（昭和32年）頃に設置された放送席（いわゆるゴンドラ席）があり在京の各放送局が所有。席下には所有している局のロゴマークが書いてあった。席順は、設置当初～1966年（昭和41年）頃は一塁側からRKB毎日放送、毎日放送、朝日放送、中部日本放送、貴賓席を挟んでTBS、NHK、日本テレビ、ニッポン放送、文化放送、日本短波放送（現・ラジオNIKKEI）、北海道放送、ラジオ関東（現・RFラジオ日本）。1967年（昭和42年）頃～閉場までは前述のRKB毎日放送から中部日本放送までの4席が空白となり（空白のゴンドラ席は後に、日本短波放送→ラジオたんぱ、東京12チャンネル→テレビ東京、テレビ埼玉、TVKテレビ、千葉テレビ、中京テレビ（副音声における中日応援実況）、よみうりテレビ（副音声における阪神応援実況）などが使用）、一塁側からTBS、NHK、日本テレビ、ニッポン放送、文化放送、ラジオ関東→ラジオ日本、NETテレビ→テレビ朝日、フジテレビ。

## 後楽園球場と日本シリーズ
後楽園において、日本シリーズは1950年（昭和25年）の第1回から、1987年（昭和62年）までの間で、巨人軍主管試合を中心に29回にわたって開催されてきた。これは歴代の日本シリーズ開催の球場の中で最多の開催回数である。

### 後楽園シリーズ（日本シリーズが一球場のみで開催された例）
1981年（昭和56年）、当時本球場を本拠地としていた巨人と日本ハムが揃ってリーグ優勝を決め、日本シリーズが本球場のみで行われる「後楽園シリーズ」となったが、これは日本シリーズが一球場のみで開催された史上唯一の例である。
なお、1982年（昭和57年）には中日が最終戦で敗れれば巨人が優勝し、日本ハムもプレーオフで西武に勝って優勝すれば2年連続で後楽園シリーズが開催される可能性があった。
本球場の閉場後、巨人・日本ハム共に東京ドームへ本拠地を移転したが、両チームによる東京ドームでの日本シリーズは実現しなかった。その後日本ハムは2004年に北海道（このときは札幌ドーム）へ本拠地を移し、NPB12球団内において本拠地球場を共有する例がなくなったため、同一球場での日本シリーズ開催の可能性はない（2023年現在）。なお、日本ハムは東京ドームを本拠としていた1988年から2003年まではリーグ優勝が一度もなかった。

### 後楽園を本拠地としないチームによる日本シリーズ
- 1961年（昭和36年）：東映は当時駒沢球場を本拠地としていたが、同球場が1964年（昭和39年）の東京オリンピックに備えてスポーツ公園（駒沢オリンピック公園）の整備を実施するために閉鎖されることが決まっており、東映主催の第1戦は駒沢で開くも、それ以後は後楽園で開催される予定になっていた。但し、東映はシーズン2位となったため実現せず。
- 1962年（昭和37年）：東映主催の第5戦が後楽園で開催された。
- 1974年（昭和49年）：ロッテは当時本拠地を宮城球場[注 10]としていたが、当時の同球場の収容人数（28,000人）が協約上の規定に満たず、ロッテ主催は後楽園で開催された。なお、1977年（昭和52年）も、ロッテが後期優勝したため後楽園開催の可能性があったが、パリーグのプレーオフで敗れたため実現せず。
- 1978年（昭和53年）：ヤクルトの本来の専用球場である神宮球場が東京六大学野球連盟との日程調整が付かず、ヤクルト主催は後楽園で開催された。

### 日本シリーズ退場事件
1969年（昭和44年）には日本シリーズ初の退場事件が起きた。巨人2勝1敗で迎えた10月30日、第4戦が後楽園球場で開催された。阪急3点リードの4回裏、巨人は無死一・三塁のチャンスを作った。ここで長嶋茂雄は三振に倒れたが、王貞治と土井正三がダブルスチールを敢行。阪急捕手の岡村浩二は二塁へ送球し、二塁手の山口富士雄が受け取る。土井が本塁へ突入してきたのを見て、山口はすばやく岡村に返球してきた。岡村は土井を完璧にブロックしており、完全にアウトと思われたが、岡田功球審の判定は「セーフ」。この判定に激怒した岡村は岡田球審の顔面を殴打。シリーズ初の退場処分を受けた。
このトラブルの後、流れが変わり最終的に9 - 4で巨人が勝った。試合後、岡田球審は周囲から大いなる非難を浴びせられる。岡田球審自身も「もしかしたらミスジャッジだったかもしれない」と考え、一時は辞表を提出することも考えた。しかし、翌日のスポーツ紙に土井の左足が岡村に跳ね飛ばされる前にしっかりとホームを踏んでいたシーンの写真が掲載されたことで、「誤審」と思われた岡田球審の問題の判定は正しかったことが証明され、周囲からの非難は沈静化。逆に球審の岡田に対し「的確な判定だった」と高く評価されるようになった。

### 日本シリーズ史上最長1時間19分の猛抗議
1978年（昭和53年）の日本シリーズ（ヤクルト - 阪急）では第7戦で史上最長となる1時間19分の猛抗議があった。

## 大相撲本場所の開催
太平洋戦争（大東亜戦争）中の2度、大相撲の本場所の会場となったことがある。両国国技館（初代）を軍に接収された相撲協会の苦肉の策で、当然「晴天10日間」の興行だった。マウンドに急ごしらえの土俵をつくったと当時の関係者の証言が残る。ただし、後楽園での開催は幕内・十両の取組だけで、幕下以下は、5月は両国国技館、11月は神宮外苑相撲場で、日程を前倒しして非公開で開催された。
昭和19年5月場所
双葉山定次と羽黒山政司の立浪部屋の両横綱が優勝を争った。双葉山が9日目に照國万藏に破れ、決定戦制度のなかった時代、番付上位者優勝の制度だったために、羽黒山の2度目の優勝が決まった。千秋楽も勝って10戦全勝。
7日目は晴天で、しかも日曜日だったため、観客が土俵溜まりから外野席まで8万人以上が入るという、相撲史上空前絶後の人数を記録した。
昭和19年11月場所
野外での興行であるため、力士の体調管理に配慮し、翌年1月場所を前倒しして開催したもの。大関前田山英五郎と関脇東富士欽壹の高砂一門の兄弟弟子が優勝を争い、9勝1敗の同点、番付上位の前田山の優勝。若瀬川泰二も幕内下位ながら最後まで全勝をつづけたが、三根山隆司に敗れ優勝を逃した。
双葉山は6日目に東富士に敗れ、翌日から休場。引退を決意したと言われているが、関係者の説得でこの時は翻意した。しかし、結局この後楽園球場での東富士戦が、双葉山の実際に土俵に上がっての最後の敗戦になった。
備考
- 後楽園で横綱をつとめた力士は、双葉山定次、羽黒山政司、安藝ノ海節男、照國万藏の4人。後楽園で幕内をつとめて後に横綱に昇進した力士には、前田山英五郎と東富士欽壹がいる。
- 後楽園で大関をつとめたのは前田山と佐賀ノ花勝巳。佐賀ノ花は5月場所の7勝3敗で大関昇進。後楽園場所で誕生した唯一の新大関である。ただ新大関場所となる11月場所では初日から連敗の後3日目から休場、後楽園球場で大関としては1勝もあげられなかった。
- 後楽園球場で最多勝をあげた力士は、羽黒山（10戦全勝+7勝3敗）と前田山（8勝2敗+9勝1敗）でともに17勝である。

## 同球場で開催されたその他のスポーツ大会

### プロボクシング
- 1952年（昭和27年）5月19日 - 世界フライ級選手権 ダド・マリノ - 白井義男[注 11]
- 1954年（昭和29年）11月26日 - 世界フライ級選手権 白井義男 - パスカル・ペレス【 アルゼンチン】（15回戦）
- 1960年（昭和35年）5月23日 - 世界バンタム級選手権 ホセ・ベセラ【 メキシコ】- 米倉健志（15回戦）

### プロレス
- 1957年（昭和32年）10月7日 - NWA世界ヘビー級選手権試合 ルー・テーズ【 アメリカ合衆国】- 力道山光浩（61分3本勝負）

### スキー
- 1938年（昭和13年）2月27日～2月28日 - 第1回全日本選抜スキー・ジャンプ大会
- 1939年（昭和14年）1月28日～1月29日 - 第2回全日本選抜スキー・ジャンプ大会
- 1950年（昭和25年）1月28日 - 全日本選抜スキージャンプ大会

### モータースポーツ
- 1982年（昭和57年）11月23日 - ジャパンスーパークロス
- 1986年（昭和61年）11月30日 - ジャパンスーパークロス

## コンサートを開催したミュージシャン

### 日本国内アーティスト
- ザ・タイガース（1968年（昭和43年）8月12日）
  - 日本では史上初のスタジアムコンサートとなった。
- キャンディーズ（1978年（昭和53年）4月4日）
  - スタジアム公演としては、史上初の解散コンサート。
- 西城秀樹（1978年（昭和53年）7月22日、1979年（昭和54年）8月24日、1980年（昭和55年）7月18日、1981年（昭和56年）8月16日）
  - 後楽園球場の最多公演アーティスト。
- ピンク・レディー（1978年（昭和53年）7月23日・24日、1981年（昭和56年）3月31日）
  - 1981年（昭和56年）3月31日公演は、（1度目の）解散コンサート。
- 矢沢永吉（1978年（昭和53年）8月28日）
- たのきんトリオ（1981年（昭和56年）8月6日）
  - 1983年（昭和58年）8月7日は、都合により公演中止。
- アリス（1981年（昭和56年）8月31日、11月7日）
  - 1981年（昭和56年）11月7日は活動停止前最後コンサート。

### 日本以外の国のアーティスト
- グランド・ファンク・レイルロード（1971年（昭和46年）7月17日）
  - オープニングアクト：モップス、麻生レミ、マッシュマッカーン
- エマーソン・レイク・アンド・パーマー（1972年（昭和47年）7月22日）
  - オープニングアクト：フリー
- サイモン&ガーファンクル（1982年（昭和57年）5月10日 - 12日）
- リチャード・クレイダーマン（1983年（昭和58年）5月16日）
- スティービー・ワンダー（1985年（昭和60年）11月2日・3日）
- デュラン・デュラン（1987年（昭和62年）3月21日・22日）
- ライオネル・リッチー（1987年（昭和62年）5月22日・23日）
- マドンナ（1987年（昭和62年）6月21日・23日）
  - 1987年（昭和62年）6月20日は、豪雨の為中止。
- ヒューイ・ルイス&ザ・ニュース（1987年（昭和62年）7月21日・22日）
  - オープニングアクト：ブルース・ホーンズビー&ザ・レインジ
- マイケル・ジャクソン（Bad World Tour、1987年（昭和62年）9月12日 - 14日）
  - 後楽園球場では最後に開催されたコンサートとなった。

### フェスティバル・ジョイントコンサート
- ミラージュボウル前夜祭（1977年（昭和52年）12月10日）

　　（出演：ウォー、ゴダイゴ）
- サマー・フェスティバル（1975年（昭和50年）7月19日）[10]

　　（出演：内田裕也&1815 Rock'n'Roll Band、カルメン・マキ&OZ、あんぜんBAND、クリエイション、ジョー&フェリックス・パパラルディ）
- World Rock Festival（1975年（昭和50年）8月7日）[10]

　　（出演：イエロー、ジェフ・ベック、カルメン・マキ&OZ、四人囃子、クリエイション、ニューヨーク・ドールズ、フェリックス・パパラルディ with Joe）
- '76 サマーロックフェスティバル（1976年（昭和51年）7月20日）

　　（出演：内田裕也、スマイラー、紫、内海利勝&ニューグループ、ダウン・タウン・ブギウギ・バンド、四人囃子、ジョニー大倉）
- SUNTORY BEER SOUND MARKET '83（1983年（昭和58年）6月10日）

　　（出演：吉田拓郎、武田鉄矢、南こうせつ、八神純子、RATS&STAR、ALFEE）
- PAX MUSICA '84（1984年（昭和59年）7月11日）

　　（出演：谷村新司、チョー・ヨンピル、アラン・タム）
- SOUND HOT '85（1985年（昭和60年）8月31日）

　　（出演：武田鉄矢、堀内孝雄&ケインズ、杉山清貴&オメガトライブ、セイント・フォー、八田雅弘）

## 関連出版物
- ベースボール・マガジン社：編『さようなら後楽園球場 ひとつの終りからひとつの始まりへ』（『別冊週刊ベースボール』1987年秋季号。1987年11月30日、ベースボール・マガジン社発行）…国立国会図書館サーチの書誌情報
- 『さようなら後楽園球場』（1987年12月出版、日刊スポーツ出版社発行）…国立国会図書館サーチの書誌情報
- 後楽園スタヂアム社史編纂委員会：編『後楽園の25年』（1963年、後楽園スタヂアム発行） ※辻平一執筆…国立国会図書館サーチの書誌情報
- 後楽園スタヂアム社史編纂委員会：編『後楽園スタヂアム50年史』（1990年、後楽園スタヂアム発行）…国立国会図書館サーチの書誌情報